# دستنا (كيار)
دستنا هي مدينة في مقاطعة كيار، إيران. عدد سكان هذه المدينة هو 5,143 في سنة 2016.